# Lepidodasys platyurus
Lepidodasys platyurus is een buikharige uit de familie Lepidodasyidae. Het dier komt uit het geslacht Lepidodasys. Lepidodasys platyurus werd in 1927 voor het eerst wetenschappelijk beschreven door Remane. 